# Bucky Buckwalter
Morris « Bucky » Buckwalter, né le 22 novembre 1933, est un ancien entraîneur et dirigeant américain de basket-ball de NBA et ancien entraîneur de ABA.
Buckwalter grandit à La Grande, Oregon, jouant dans l'équipe de basket-ball du lycée La Grande. Buckwalter intégra par la suite les rangs de l'université de l'Utah, l'équipe atteignant les quarts de finale du tournoi NCAA 1956 avant de s'incliner face au futur champion, les San Francisco Dons.
Il fut brièvement entraîneur intérimaire des Supersonics de Seattle en 1972, puis entraîneur des Utah Stars en ABA, en remplacement de Joe Mullaney.
Il devint par la suite Vice-Président des opérations basket-ball des Trail Blazers de Portland. En 1991, il remporta le trophée de NBA Executive of the Year, grâce à un bilan des Blazers de 63 victoires - 19 défaites, le meilleur de la ligue. Il quitta les Blazers en 1997.